# Ozzmosis
Ozzmosis je sedmi studijski album engleskog heavy metal glazbenika Ozzyja Osbournea. Objavljen 23. listopada 1995., album je dosegao 22. poziciju na britanskoj ljestvici albuma i četvrtu na Billboard 200.
Reizdan je 25. lipnja 2005. s dvjema dodatnim pjesmama: "Whole World's Fallin' Down" i "Aimee".

## Popis pjesama
| 1.    | »Perry Mason«               | Osbourne, Zakk Wylde, John Purdell    | 5:53 |
| 2.    | »I Just Want You«           | Osbourne, Jim Vallance                | 4:56 |
| 3.    | »Ghost Behind My Eyes«      | Osbourne, Mark Hudson, Steve Dudas    | 5:11 |
| 4.    | »Thunder Underground«       | Osbourne, Wylde, Geezer Butler        | 6:30 |
| 5.    | »See You on the Other Side« | Osbourne, Wylde, Lemmy Kilmister      | 6:10 |
| 6.    | »Tomorrow«                  | Osbourne, Wylde, Purdell, Duane Baron | 6:37 |
| 7.    | »Denial«                    | Osbourne, Hudson, Dudas               | 5:12 |
| 8.    | »My Little Man«             | Osbourne, Steve Vai                   | 4:52 |
| 9.    | »My Jekyll Doesn't Hide«    | Osbourne, Wylde, Butler               | 6:34 |
| 10.   | »Old L.A. Tonight«          | Osbourne, Wylde, Purdell              | 4:50 |
| 56:47 |                             |                                       |      |

| Dodatne pjesme na reizdanju | Dodatne pjesme na reizdanju  | Dodatne pjesme na reizdanju       | Dodatne pjesme na reizdanju | Dodatne pjesme na reizdanju | Dodatne pjesme na reizdanju | Dodatne pjesme na reizdanju | Dodatne pjesme na reizdanju | Dodatne pjesme na reizdanju | Dodatne pjesme na reizdanju |
| Br.                         | Skladba                      | Autor                             | Trajanje                    |                             |                             |                             |                             |                             |                             |
| --------------------------- | ---------------------------- | --------------------------------- | --------------------------- | --------------------------- | --------------------------- | --------------------------- | --------------------------- | --------------------------- | --------------------------- |
| 1.                          | »Whole World's Fallin' Down« | Osbourne, Tommy Shaw, Jack Blades | 5:05                        |                             |                             |                             |                             |                             |                             |
| 2.                          | »Aimee«                      | Osbourne, Wylde                   | 4:46                        |                             |                             |                             |                             |                             |                             |
| 66:38                       |                              |                                   |                             |                             |                             |                             |                             |                             |                             |

## Izvođači
- Ozzy Osbourne - vokal
- Zakk Wylde - gitara
- Geezer Butler - bas-gitara
- Deen Castronovo - bubnjevi
- Rick Wakeman - klavijature

## Vanjske poveznice
- Rateyourmusic.com - Recenzija albuma